# قرار مجلس الأمن التابع للأمم المتحدة رقم 1461
قرار مجلس الأمن التابع للأمم المتحدة رقم 1461، المتخذ بالإجماع في 30 كانون الثاني / يناير 2003، بعد التذكير بالقرارات السابقة بشأن إسرائيل ولبنان، بما في ذلك القراران 425 (1978) و1428 (2002)، قرر المجلس تمديد ولاية قوة الأمم المتحدة المؤقتة في لبنان (اليونيفيل) لستة أشهر أخرى حتى 31 يوليو 2003.
وذكّر مجلس الأمن بما خلص إليه الأمين العام كوفي عنان من أن إسرائيل سحبت قواتها من لبنان اعتباراً من 16 حزيران / يونيو 2000 وفقاً للقرار 425. وشدد على الطبيعة المؤقتة لعملية اليونيفيل وأشار إلى أنها أكملت جزأين من ثلاثة أجزاء من ولايتها.
وطُلب من الأمين العام أن يواصل تنفيذ إعادة تشكيل القوة وإعادة انتشارها. ودعيت الحكومة اللبنانية إلى خلق جو هادئ واستعادة سلطتها في جنوب لبنان من خلال نشر القوات اللبنانية. وحث الأطراف على ضمان حرية حركة اليونيفيل الكاملة وضمان سلامتها. ودعا كل من إسرائيل ولبنان إلى الوفاء بالتزاماتهما باحترام خط الانسحاب الذي حددته الأمم المتحدة، وأدينت جميع الانتهاكات الجوية والبحرية والبرية للخط، بالإضافة إلى إثارة قلق المجلس.
وأيد القرار الجهود التي تبذلها اليونيفيل لرصد انتهاكات خط الانسحاب وجهود إزالة الألغام. وطُلب من الأمين العام مواصلة المشاورات مع الحكومة اللبنانية والدول المساهمة بقوات بشأن تنفيذ القرار الحالي. كما وجهه إلى الإبلاغ عن أنشطة اليونيفيل، بما في ذلك إعادة تشكيلها الفني، وعن المهام التي تقوم بها هيئة الأمم المتحدة لمراقبة الهدنة.
وأخيرا، اختتم القرار بالتأكيد على أهمية السلام العادل والدائم في الشرق الأوسط على أساس قرارات مجلس الأمن ذات الصلة بما في ذلك 242 (1967) و338 (1973).

## روابط خارجية
- نص القرار في undocs.org